# Escape (film, 1997)
Pour les articles homonymes, voir Escape.
Pour plus de détails, voir Fiche technique et Distribution.
Escape (A Further Gesture) est un film britannique réalisé par Robert Dornhelm, sorti en 1997.

## Fiche technique
- Titre original : A Further Gesture
- Titre : Escape
- Réalisation : Robert Dornhelm
- Scénario : Stephen Rea et Ronan Bennett
- Photographie : Andrzej Sekuła et Zoran Djordjevic
- Pays d'origine : Royaume-Uni
- Genre : drame
- Date de sortie : 1997

## Distribution
- Stephen Rea : Sean Dowd
- Alfred Molina : Tulio
- Rosana Pastor : Monica
- Brendan Gleeson : Richard
- Jorge Sanz : Paco
- Pruitt Taylor Vince : Scott
- Richard Dormer : Joe
- Maria Doyle Kennedy : Roisin
- Paul Giamatti : Hotel Clerk
- Shiek Mahmud-Bey : Knifeman
- Cara Seymour : Junkie